# Werner Henninger
Werner Henninger (* 7. April 1929 in Pethau, Landkreis Görlitz) ist ein ehemaliger deutscher Konteradmiral der Volksmarine.

## Leben
Henninger, Sohn eines Sattlers, besuchte die zwölfklassige Oberschule und erlernte den Beruf eines Apparateschleifers. 1945, gegen Ende des Zweiten Weltkrieges, musste er als Soldat des Volkssturmes für die Wehrmacht kämpfen. 
Nach der Rückkehr aus sowjetischer Kriegsgefangenschaft arbeitete er von 1946 bis 1948 in Jena in seinem Lehrberuf. Anschließend fuhr er bis 1950 von Saßnitz und Rostock aus als Fischer zur See. In die Deutsche Volkspolizei trat er am 18. November 1950 als Kursant der Seepolizeischule Parow ein, die er 1951 absolvierte. Im Anschluss war er dort von 1951 bis 1952 Leiter des Kabinetts für Navigationsausbildung. 1953 wurde Henninger Mitglied der SED und besuchte bis 1954 die Offiziersschule für politische Arbeit der Kasernierten Volkspolizei in Berlin-Treptow. Von 1954 bis 1956 war er als Stellvertreter des Kommandeurs der 2. Minenleg- und räumdivision Wolgast und von 1956 bis 1957 als Instrukteur für Organisation und Politarbeit zuständig. Der Diplom-Militärwissenschaftler war dann bis 1958 Gehilfe für Jugendarbeit der 9. Flottille und bis 1959 Parteisekretär einer Räumabteilung der 1. Flottille. Ab 1961, nach dem erfolgreichen Abschluss eines Studiums an der Offiziersschule der Volksmarine in Stralsund, arbeitete er an dieser Lehreinrichtung bis 1963 als Fachlehrer für gesellschaftswissenschaftliche Weiterbildung. Von 1964 bis 1967 studierte an der Militärakademie „Friedrich Engels“ in Dresden. Nachdem er von 1967 bis 1969 in der 1. Flottille für die Politarbeit zuständig war, wurde er von 1969 bis 1977 als stellvertretender Flottillenchef und Leiter der Politabteilung der 1. Flottille eingesetzt. Nach dem Besuch einer sowjetischen Parteischule arbeitete er von 1978 bis 1982 als Stellvertreter des Chefs der Politischen Verwaltung im Kommando der Volksmarine. Am 7. Oktober 1979 wurde er zum Konteradmiral ernannt. Von 1982 bis 1989 war er stellvertretender Kommandeur und Leiter der Politabteilung der Offiziershochschule der Volksmarine Karl Liebknecht in Stralsund.
Am 30. September 1989 wurde Henninger in den Ruhestand entlassen.

## Auszeichnungen
- 1984 Vaterländischer Verdienstorden in Bronze
- 1989 Vaterländischer Verdienstorden in Silber
- Kampforden „Für Verdienste um Volk und Vaterland“ in Silber